# Шторм (сторожевой корабль)
«Шторм» — сторожевой корабль (СКР) типа «Ураган» I-й серии (Проект 2), Черноморского флота ВМФ СССР, участвовал в боевых действиях Великой Отечественной войны.

## История
Сторожевой корабль «Шторм» был заложен на Николаевском судостроительном заводе 24 октября 1927 года, спущен на воду 4 апреля 1930 года, вступил в строй 1 октября 1932 года. Он был одним из серии сторожевых кораблей проекта «Ураган», получившей среди моряков название «дивизион плохой погоды».
К началу войны числился в Бригаде кораблей охраны водного района Черноморского флота, оперативно придавался 1-й бригаде ПЛ.
Прошел капитальный ремонт с 05.03.1939 по 24.06.1942 года на Севморзаводе и его филиале на Кавказе. К сожалению, все эти своевременные и логичные меры в виде ряда модернизаций, которые прошли корабли проекта «Ураган», привели к заметной перегрузке, усугубленной ещё и тем, что корпус, предельно облегченный при постройке, пришлось дополнительно подкрепить. Водоизмещение возросло, а скорость упала. При этом корабли стали весьма малоостойчивыми — настолько, что могли принимать мины на верхнюю палубу лишь при наличии в цистернах полного запаса топлива или замещающей его воды.

## Служба
Начало Великой Отечественной войны встретил в капремонте в Севастополе. Участвовал в Великой Отечественной войне в составе Черноморского флота с конца июня 1942 года. Был поврежден близкими разрывами авиабомб 2 июля 1942 года при налете на Новороссийск. На следующий день, 3-го июля ушел в Поти для ремонта. Находясь на ремонте в Поти 16 июля того же года получил повреждения от близких разрывов бомб при обстреле Поти. 
3 сентября 1942 года с Таманского полуострова эвакуировалась Керченская военно-морская база. Прикрывавший ее 305-й батальон морской пехоты, которым командовал прославившийся на Малой земле Ц. Л. Куников, попал в окружение в районе Соленых озер. Для снятия его с узкой прибрежной полосы в море вышел «Шторм». Один, днем, без воздушного прикрытия, он подошел к занятому врагом побережью, принял на борт с торпедных катеров личный состав батальона с вооружением. Корабль оказался загружен до критического предела. Всякое движение было запрещено. Для того чтобы отойти от берега и лечь на обратный курс, командиру «Шторма» А. И. Несмеянову пришлось осторожно описывать пологую циркуляцию. Состав батальона без потерь был доставлен в Геленджик. Командующий флотом объявил экипажу «Шторма» благодарность. 
Затем «Шторм» доставил из Туапсе в Геленджик командующего Черноморской группой войск генерал-полковника Я. Т. Черевиченко и Адмирала Флота Советского Союза И. С. Исакова.  
С конца июля участвовал в эскортировании транспортов между портами Кавказа.  «Шторм» участвовал в артналете на Анапу 1 октября 1942 года, израсходовав при этом 40 снарядов. .При отходе корабли подверглись атакам вражеской авиации и торпедных катеров. 
Сторожевым кораблям «Шторм» и «Шквал» совместно с эсминцем «Незаможник» и двумя сторожевыми катерами 18 октября 1942 года следовало отконвоировать из Батуми в Туапсе танкер «Москва». Командиром конвоя сперва назначался  П. А. Бобровников, а позднее новый капитан Шторма П. В. Уваров.
Вновь встал в ремонт 24 ноября 1942 года. В конце марта 1943 года вышел из ремонта. 1 мая 1943 года совместно обстрелял аэродром в Анапе с эсминцем «Железняков» (израсходовано 265 снарядов).
Торпедирован акустической торпедой с германской подводной лодки «U-9» при эскортировании транспортов «Тракторист» и «Пионер» из Сухуми в Туапсе: 11 мая 1944 года в 17.30 атакован в точке 43 град.49,9 СШ и 39 град.23,8 ВД., в результате взрыва у корабля была оторвана корма и СКР остался без хода. Командир корабля В. А. Паевский и командир БЧ-5 инженер капитан-лейтенант П. И. Дурнов сумели организовать борьбу за живучесть. Корабль остался на плаву и базовый тральщик БТЩ-404 «Щит» отбуксировал корабль в Туапсе, а 31 июля перевели для восстановления в Поти. Здесь «Шторм» простоял до окончания Великой Отечественной войны и затем был восстановлен в плавучем доке Севастопольского морского завода.
СКР «Шторм» 30.01.1946 года был исключен из боевого состава и 28.02.1948 года сдан в ОФИ для демонтажа и реализации.

## Командиры
- Щербанюк Петр Никонорович (апрель 1938 - март 1939).
- Керенский П. А.
- Несмеянов А. И.
- Уваров Пётр Васильевич (октябрь 1942 - февраль 1943)[6]
- Паевский В. А. 1944

## Память
В честь СКР «Шторм» в 1968 году свое название получил детский лагерь «Штормовой» Всероссийского детского центра «Орленок». Первый начальник лагеря, Иван Матвеевич Ржевицкий, ходил на корабле «Шторм» во время Великой Отечественной войны. Бывший матрос сторожевого корабля рассказывал пионерам истории об СКР «Шторм» и тогда подростки предложили изменить название «Морской» (проектное название лагеря) на «Штормовой».